# Ектор Вільчес
Ектор Вільчес (ісп. Héctor Vilches, 14 лютого 1926 — 23 вересня 1998) — уругвайський футболіст, що грав на позиції правого захисника.
Протягом усієї кар'єри виступав за клуб «Серро». Також грав за національну збірну Уругваю, у складі якої — чемпіон світу 1950 року.

## Клубна кар'єра
У дорослому футболі дебютував у середині 1940-х років виступами за команду клубу «Серро», кольори якої і захищав протягом усієї своєї кар'єри гравця, яку завершив 1963 року. 
Помер 23 вересня 1998 року на 73-му році життя.

## Виступи за збірну
7 квітня 1950 року дебютував в офіційних матчах у складі національної збірної Уругваю грою проти Чилі (5:1). Того ж року у складі збірної відправився до Бразилії на четвертий чемпіонат світу. За результатами того турніру уругвайці здобули свій другий титул найсильнішої команди світу, проте сам Вільчес в іграх світової першості на поле не виходив.
Загалом протягом кар'єри у національній команді, яка тривала три роки, провів у формі головної команди країни 10 матчів.

## Титули і досягнення
- Чемпіон світу (1):

1950